# James Spaulding
James Ralph Spaulding (Indianapolis, 30 luglio 1937) è un sassofonista e flautista statunitense.

## Biografia
Nato ad Indianapolis in Indiana,prima di intraprendere la carriera da musicista frequentò la Scuola Cosmpolitana di Chicago. Tra il 1957 e il 1961 si aggregò al gruppo di Sun Ra. Nei primi anni 60 fu ingaggiato dalla Blue Note Records e registrò album con Wayne Shorter, Joe Henderson e Stanley Turrentine. Fece anche parte del quintetto di Freddie Hubbard e lavorò con la World Saxophone Quartet.